# Ambasada Ghany przy Stolicy Apostolskiej
Ambasada Ghany przy Stolicy Apostolskiej – misja dyplomatyczna Republiki Ghany przy Stolicy Apostolskiej. Ambasada mieści się w Rzymie.

## Historia
Stosunki dyplomatyczne pomiędzy Stolicą Apostolską a Ghaną zostały ustanowione 20 listopada 1975. Początkowo przy papieżu akredytowany był ambasador Ghany w Paryżu. W 2013 utworzono Ambasadę Ghany przy Stolicy Apostolskiej.